# Wilczyńskie Lasy
Wilczyńskie Lasy – las położony na terenie Gminy Wisznia Mała, a także częściowo na terenie gminy Oborniki Śląskie, w pobliżu miejscowości Wilczyn. Las pokrywa między innymi Lesiste Wzgórza, będące częścią Wzgórz Trzebnickich. Są to jedyne wzgórza należące do wymienionego pasma niemal w całości pokryte lasem. Sam kompleks leśny jest jednym z największych okolicach Obornik Śląskich i największy w Gminie Wisznia Mała. Część kompleksu leśnego objęta jest obszarem chronionego krajobrazu Wzgórza Trzebnickie. Duży obszar lasu to bory z udziałem świerka i sosny.

## Położenie
Pod względem podziału administracyjnego las ten położony jest w Gminie Wisznia Mała oraz w Gminie Oborniki Śląskie, powiecie trzebnickim, województwie dolnośląskim (zobacz: podział administracyjny województwa dolnośląskiego). Punkt główny pasma leży w obrębie ewidencyjnym wsi Mienice w Gminie Wisznia Mała, która znajduje się na wschód od niego. Południowe, skrajne fragmenty lasu leżą już w obrębie wsi Ozorowice, położonej w tej samej gminie. Ponadto część lasu w Gminie Oborniki Śląskie objęta jest obrębem ewidencyjnym miejscowości Wilczyn, Golędzinów i Pęgów, oraz w północno-zachodnich fragmentach znajduje się także w graniach miasta Oborniki Śląskie. Pod względem administracji leśnej, Wilczyńskie Lasy podlegają Nadleśnictwu Oborniki Śląskie (adres leśny: 13-19), leśnictwo Pęgów.
Lasy te stanowią pokrycie dla Lesistych Wzgórz, stanowiących część Wzgórz Trzebnickich, będących mezoregionem o identyfikatorze 318.44 (według regionalizacji fizycznogeograficznej opracowanej przez Jerzego Kondrackiego), należących do Wału Trzebnickiego (makroregion o indeksie 318.4). W ramach tych Wzgórz Trzebnickich wyróżnia się także mikroregion obejmujący Lesiste Wzgórza – Grzbiet Trzebnicki (indeks 318.444), który obejmuje także położony po stronie wschodniej Południowy Grzbiet. W pozostałej części las położony jest w obszarze Niziny Śląskiej (makroregion o indeksie 318.5), a w jej ramach na Równinie Oleśnickiej (mezoregion o identyfikatorze 318.56), w jej części nazywanej Równiną Oleśnicko-Bierutowską (mikroregion o identyfikatorze 318.561). Ponadto południowy skraj lasu leży już w Pradolinie Wrocławskiej (mezoregion o identyfikatorze 318.52). Oba wyżej wymienione makroregiony leżą na Nizinie Środkowoeuropejskiej (prowincja o indeksie 31), a w jej obrębie na Nizinach Środkowopolskich (podprowincja o indeksie 318). Pod względem regionalizacji przyrodniczo-leśnej las położony jest w mezoregionie Wzgórz Trzebnicko-Ostrzeszowskich.

## Charakterystyka
Opisane wyżej położenie lasu w ramach wzgórz i równiny determinuje typy krajobrazu naturalnego dominującego w tym obszarze. Są to w części północnej i wschodniej krajobrazy nizin, peryglacjalne, wzgórzowe, a w części zachodniej i południowej krajobrazy nizin, częściowo peryglacjalne a częściowo fluwioglacjalne, równinne i faliste. Pośród położonych w lesie wzgórz i wzniesień z nazwanymi wierzchołkami można wymienić takie jak Płaski Szczyt (213,0 m n.p.m.), Bukowe Wzgórze (202,0 m n.p.m.), Lisia Góra (206,0 m n.p.m.), Danieli Garb (199,0 m n.p.m.), oraz inne obiekty takie jak przykładowo jar – Głęboki Lej. W północno-zachodniej części lasu położone jest uroczysko o nazwie Kurhan. Las stanowiąc pokrycie Lesistych Wzgórz sprawia, iż są to jedyne wzgórza należące do pasma Wzgórz Trzebnickich (Kocich Gór) niemal w całości pokryte lasem. Sam kompleks leśny jest jednym z największych w okolicach Obornik Śląskich jak i samej gminy Wisznia Mała.
Duży obszar lasu to bory. W składzie gatunkowym drzewostanu lasu istotnym składnikiem jest świerk oraz sosna z enklawami innych drzewostanów, głównie dębowych, klonowych i bukowych. Stwierdza także w okolicach Wilczyna występowanie niewielkich płatów kwaśnej dąbrowy (Quercion robori-petraeae) o stosunkowo ubogim runie leśnym.
W północno-zachodniej części lasu przepływają dwa nazwane cieki wodne. Jednym z nich jest struga o nazwie Młynówka, nazywana także Lubniówką (prawostronny dopływ rzeki Odry, ujście w miejscowości Uraz), a drugim to jej dopływ – Obornicki Potok. Natomiast przy południowej i południowo-wschodniej krawędzi kompleksu leśnego przepływa potok o nazwie Mienia, dopływ Ławy. Pomiędzy tymi ciekami przebiega tędy dział wody II rzędu.
Z głównych dróg publicznych przecinających las można wymienić w północnej części drogę wojewódzką numer 340 z Obornik Śląskich do Trzebnicy (ulica Obornicka w Wilczynie i ulica Trzebnicka w Obornikach Śląskich), drogę numer 1364D biegnącą z Golędziowa do Wilczyna (ulica Stawowa w Wilczynie) oraz drogę numer 1365D biegnącą z Wilczyna do Mienic (ulica Orzechowa w Wilczynie).
Przez las przebiegają szlaki turystyczne w tym piesze i szlaki rowerowe oraz szlaki konne. Urządzono i wykonano także różne obiekty związane z turystyką między innymi takie jak miejsce postoju pojazdów (oddział 412 d, Leśnictwo Pęgów) przy drodze numer 1364D.
Pośród innych obiektów geograficznych lub antropomorficznych zlokalizowanych w Wilczyńskich Lasach można wymienić między innymi stawy, położone pomiędzy Wilczynem a Golędziowem w pobliżu drogi nr 1364D (ulica Stawowa w Wilczynie), z ośrodkiem wypoczynkowym, które wykorzystywane są zarówno do wypoczynku i rekreacji, w tym jako kąpielisko, jak i do hodowli ryb oraz wędkarstwa. Przez sam las przebiega kilkukilometrowy rów przeciwczołgowy. Został on zbudowany przez Niemców w czasie II wojny światowej. Przeznaczony był do utrudnienia przejazdu sprzętem wojskowym, głównie czołgom, wojskom radzieckim w trakcie prowadzonych działań wojennych. W różnych publikacjach wyróżnia się rozpoczynającą się w Wilczynie i przebiegającą przez las w kierunku Ozorowic aleję, w początkowym biegu aleję Klonową, a w dalszym aleję Kasztanową. Przy drodze wojewódzkiej nr 340 w Wilczynie istniał niegdyś urządzony na bazie dawnego żwirowiska tor motocrossowy należący do Obornickiego Klubu Motorowego nazywany  "Wilczy Jar". W północnej części lasu między Wilczynem a Obornikami Śląskimi oraz Golędziowem, w części określanej jako uroczysko Kurhan, w różnych lokalizacjach, znajdują się kurhany z epoki brązu.

## Ochrona
Część kompleksu Wilczyńskich Lasów znajduje się obszarze chronionym – obszar chronionego krajobrazu Wzgórza Trzebnickie – na podstawie uchwały nr V/XXVIII/164/09 Rady Gminy Wisznia Mała z dnia 24 czerwca 2009 r. w sprawie ustanowienia obszaru chronionego krajobrazu Wzgórza Trzebnickie, ogłoszonej w Dzienniku Urzędowym Województwa Dolnośląskiego Nr 118, poz. 2473 z dnia 16 lipca 2009 r. – Nr rej. CRFOP:	PL.ZIPOP.1393.OCHK.293. Objęcie tego obszaru ochroną uzasadniano między innymi wyjątkowym, bardzo zróżnicowanym krajobrazem oraz zmiennością i bogactwem ekosystemów. Podkreśla się występowanie dużych, niezabudowanych przestrzeni umożliwiających pełnienie funkcji korytarzy ekologicznych.
W pobliżu stawów znajduje się pomnik przyrody, którym jest dąb szypułkowy – Quercus robur – Nr rej. CRFOP: PL.ZIPOP.1393.PP.0220013.2220005, Nr GID: 35117. Ustanowienie tego drzewa pomnikiem przyrody miało miejsce 25.06.2015 r. na podstawie uchwały nr X/73/15 Rady Miejskiej w Obornikach Śląskich z dnia 28 maja 2015 r. w sprawie uznania za pomnik przyrody drzewa z gat. dąb szypułkowy (Quercus robur), Dziennik Urzędowy Województwa Dolnośląskiego z 2015 r. poz. 2569. Określono na niego następujące parametry: wysokość – 19 m, pierśnica – 188 cm, obwód – 591 cm, wiek – 155 lat. W jego sąsiedztwie znajdują się dwa inne dęby proponowane do objęcia ochroną. Ponadto w lesie na wschód od Wilczyna rosną inne dwa drzewa pomnikowe z gatunku buk zwyczajny (Fagus sylvatica). Wymienia się w różnych opracowaniach także inne drzewa o wymiarach pomnikowych proponowanych do objęcia ochroną jak na przykład grupa 3 drzew z gatunku dąb szypułkowy (Quercus robur) w wieku wynoszącym około 180 lat, o obwodach 40 cm i wysokościach 33 m, czy grupa 2 drzew tego samego gatunku w wieku wynoszącym około 210 lat, o obwodach 110 cm i wysokościach 32 m.

## Nazwa
Nazwa własna – Wilczyńskie Lasy – jest nazwą niestandaryzowaną, gdyż została ustalona i ujęta w państwowym rejestrze nazw geograficznych na podstawie wywiadu terenowego. Odnosi się do pokrycia terenu określonego jako część lasu. W rejestrze tym przypisano jej identyfikator: PRNG – 235577, identyfikator IIP – PL.PZGiK.320.NGRP.235577. Podaje on następujące współrzędne geograficzne punktu głównego przełęczy: szerokość geograficzna – 51°15'52" N, długość geograficzna – 16°57'55" E. W rejestrze tym obowiązuje od 17.07.2013 r..
Na niektórych dawnych, niemieckich mapach można odnaleźć historyczną, niemiecką nazwę tego lasu, gdzie podawana jest jako Mühnitzer-Forst, pochodzącą od ówczesnej nazwy miejscowości Mienice, która brzmiała Mühnitz. Natomiast zachodni fragment lasu w rejonie Golędzinowa i Pęgowa oznaczony jest jako Schultzbezirk Heidemixel (Heidemixel to ówczesna nazwa Wilczyna), a południowy kraniec w rejonie Ozorowic jako Bruchmiesen, przy potoku Mienia (Mühnitz-Bach).